# Massier (école d’art)
Pour les articles homonymes, voir Massier.

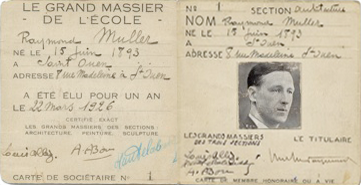
Carte adhérent de Raymond Muller, Grand Massier de l'École des Beaux-Arts de Paris en 1926.

Dans les ateliers d'enseignement des écoles d’art et d’architecture, un massier, ou une massière, est un élève élu par ses condisciples pour les représenter et pour assurer diverses tâches, notamment celle de gérer les finances communes de l’atelier. La masse est la somme d'argent mise en commun pour les dépenses nécessaires à la vie du groupe et à l’apprentissage de chacun. Par extension, la masse représente le bureau des élèves qui la gère, et qui est présidé par le massier.

## Étymologie
L’origine du terme viendrait de l’époque de la Commune de Paris, où les élèves des Beaux-Arts avaient pour cri de guerre et de ralliement « Faisons masse ! », mais il existait bien avant la Commune. Par ailleurs, le massier, à l’origine soldat armé d’une masse, est dans certaines cérémonies, un appariteur, un huissier ou un officier qui porte une masse, symbole de sa fonction.

## Histoire
Le massier existe dans les écoles d’art dès leur création, par la nécessité qu’ont les étudiants de se regrouper pour acheter dans les meilleures conditions le matériel (outils de dessin, de peinture, sculpture, papiers, toiles, etc.) et souvent pour payer des modèles. Aux Beaux-Arts de Paris la division de l'École en deux entités administratives en 1968, l'une pour l'Architecture et l'autre pour l'Art provoqua une séparation des rôles de massiers, et ainsi par exemple en peinture les élèves, alors que ceux-ci entrant en grand nombre à partir de 1968 et de classe quantitativement très modeste, obtinrent le financement par l'école de matériaux de peinture, les modèles étant eux payés directement par l'école en tant que salariés.
L’organisation reste longtemps assez informelle, jusqu’à la création de la Grande Masse des Beaux-Arts en 1926, association sous le régime de la loi de 1901, qui instaure une organisation et une hiérarchie précises. Chaque classe ou atelier élit un massier, et les massiers élisent à leur tour un « grand massier » pour chaque catégorie officiellement enseignée (les Quat’z’Arts : peinture, sculpture, gravure, architecture), enfin le président de l’association a le titre de Grand Massier, il supervise et coordonne l’ensemble de l’organisation. Depuis 1968, les écoles d’architecture, auparavant intégrées aux écoles des beaux-arts, sont indépendantes mais ont conservé le principe des massiers. Jusque-là la section architecture a fourni la majorité des grands massiers, parmi lesquels se distinguent des architectes et urbanistes réputés de la seconde moitié du vingtième siècle : Jean Maneval (1925-1986), Michel Holley (1924), Claude Guislain (1929-2011), etc.
Le premier grand massier a été le fondateur de l’association, Raymond Muller (1893-1982). La première femme « grande massière » et non issue de la section architecture a été Béatrice Chagnon, née en 1957, élue en 1983.
Le massier a continué d’exister dans les ateliers privés et un grand nombre d’écoles de moindre importance.

## Quelques massiers d'ateliers au sein de l'École nationale supérieure des beaux-arts
-Peinture:
- Maurice Boitel, à son retour de la guerre, nommé massier de l'atelier d'Eugène Narbonne (1944-1946);
- Michel-Henry et Michel Four ont été massiers de Roger Chapelain-Midy.
- Nathan Bertet est massier de l’atelier Rielly, prenant la relève de Christine Safa

## Littérature
Le massier est souvent cité dans les œuvres traitant de la vie des élèves artistes aux dix-neuvième et vingtième siècles, tant dans la nécessité de trouver de l’argent que de l’employer ensuite utilement et agréablement.
« Ah ! c’est vrai, tu n’es ici que depuis huit jours, toi… le massier : c’est celui qui tient l’argent que nous donnons pour toutes les dépenses de l’atelier, les frais de modèle, de bosses, et cetera… tout cela, nous le payons, entends-tu, rapin… et quand il y a du surplus, nous le mangeons, nous faisons un déjeuner aux Vendanges de Bourgogne… voici la fin du mois, messieurs, il faut voir la masse… où est donc le massier ? » (Sewrin et Léon, L’Atelier de peinture, tableau-vaudeville en un acte, Paris, Bézou libraire, 1823)
« Et que de déjeuners faits d’une tasse de chocolat et d’un petit pain, pour pouvoir donner les vingt-cinq francs au massier ! »
« Quand il avait donné ses vingt francs au massier, il trouvait là du nu, des hommes, des femmes, à en faire une débauche, dans son coin ; et il s’acharnait, il y perdait le boire et le manger, luttant sans cesse avec la nature… »
(Émile Zola, L'Œuvre, 1886)